# Henry Dunster
Henry Dunster (1618 – 29 juillet 1684) est un homme politique anglais qui a siégé à la Chambre des communes d'Angleterre (en) de 1660 à 1679.